# 48 Heures de plus
Pour les articles homonymes, voir 48 Heures (homonymie).
Série
48 Heures
(1982)
Pour plus de détails, voir Fiche technique et Distribution.
48 Heures de plus (Another 48 Hrs.) est un film américain réalisé par Walter Hill et sorti en 1990.
Il s'agit de la suite du film 48 Heures, sorti en 1982. Le film met en vedette Eddie Murphy, Nick Nolte, Brion James, Andrew Divoff et Ed O'Ross.

## Synopsis
L'inspecteur de la police de San Francisco Jack Cates est accusé d'homicide involontaire, à la suite d'une opération qui a mal tourné.
Pour blanchir son nom, il a à nouveau besoin de l'aide de Reggie Hammond. Il dispose de 48 heures.
Pendant ce temps, un mystérieux caïd seulement connu sous le nom de « l'Ange bleu » embauche une bande de motards sauvages dans le but de tuer Reggie. L'un d'eux compte bien en profiter pour liquider aussi Jack, responsable de la mort de son frère (un des deux gangsters tué par Jack à la fin du premier film).

## Fiche technique
Sauf indication contraire, les informations mentionnées dans cette section peuvent être confirmées par la base de données cinématographiques IMDb,  présente dans la section « Liens externes ».
- Titre français : 48 Heures de plus
- Titre original : Another 48 Hrs.
- Réalisation : Walter Hill
- Scénario : John Fasano, Jeb Stuart et Larry Gross, d'après une histoire d'Eddie Murphy et les personnages créés par Roger Spottiswoode, Walter Hill, Larry Gross et Steven E. de Souza
- Musique : James Horner
- Photographie : Matthew F. Leonetti
- Montage : Freeman A. Davies, Donn Aron et Carmel Davies
- Décors : Joseph C. Nemec III
- Costumes : Dan Moore
- Production : Lawrence Gordon et Robert D. Wachs
- Production déléguée : Mark Lipsky et Ralph S. Singleton
- Société de production : Paramount Pictures
- Pays de production :  États-Unis
- Langue originale : anglais
- Format : Couleurs - 1,85:1 - Dolby SR - 35 mm
- Genre : action, comédie policière, thriller, buddy movie
- Budget : 38 000 000 $
- Durée : 93 minutes
- Dates de sortie :
  - États-Unis : 8 juin 1990
  - France : 15 août 1990

## Distribution
- Eddie Murphy (VF : Med Hondo) : Reggie Hammond
- Nick Nolte (VF : Alain Dorval) : l'inspecteur Jack Cates
- Brion James (VF : Pierre Hatet) : Ben Kehoe
- Kevin Tighe (VF : Michel Paulin) : Blake Wilson
- Ed O'Ross (VF : Jacques Ferrière) : Frank Cruise
- David Anthony Marshall (VF : Daniel Beretta) : Willie Hickok
- Andrew Divoff (VF : Michel Vigné) : Cherry Ganz
- Bernie Casey (VF : Robert Liensol) : Kirkland Smith
- Brent Jennings (VF : Lionel Henry) : Tyrone Burroughs
- Ted Markland (VF : Serge Sauvion) : Malcolm Price
- Tisha Campbell (VF : Marie-Laure Beneston) : Amy Kirkland
- Felice Orlandi : Warden
- Edward Walsh (VF : Daniel Sarky) : l'inspecteur Joe Stevens
- Page Leong (VF : Pascale Vital) : Angel Lee
- Cathy Haase (VF : Anne Kerylen) : la barmaid
- Frank McRae : Haden (non crédité au générique)
- Shauna O'Brien : la serveuse (non créditée au générique)

## Production

### Genèse et développement
Eddie Murphy fut payé sept millions de dollars pour son rôle de Reggie Hammond (notamment en raison de l'immense succès du Flic de Beverly Hills), une forte augmentation par rapport à son salaire de seulement 450,000 dollars lors du premier film. Nick Nolte a reçu un salaire de trois millions de dollars, soit le triple de son salaire initial d'un million de dollars dans le premier film. Contrairement au premier film, le nom d'Eddie Murphy est crédité en tête de casting, juste devant Nick Nolte.
Walter Hill était hésitant à l'idée de se lancer dans une suite :

« J'étais, à vrai dire, un peu sceptique. Ils sont généralement deux fois plus chers et deux fois moins bons. Pas toujours. Je pense que les films de Leone se sont toujours améliorés, et il y en a quelques autres. Et j'ai pensé que le studio pourrait m'encourager à faire un film plus doux, et si vous faites une version plus douce de 48 heures, vous aurez Le Flic de Beverly Hills... Alors Eddie s'est levé et il m'a convaincu qu'il voulait vraiment vraiment faire un film qui représente l'esprit du premier, avec beaucoup d'énergie de la rue et les côtés durs de l'original. Puis Nolte m'a appelé un jour plus tard et m'a dit : “Qu'en penses-tu, Walt ?” »

— Walter Hill, The New York Times, septembre 1989
Le cinéaste ajoute : « L'intrigue – suggérée par Eddie – est en fait plutôt intrigante. Alors pourquoi ne pas le faire ?... Beaucoup de gens diront que je le fais juste pour l'argent. Ce que je veux savoir, c'est pourquoi pensent-ils J'ai fait le premier ? »

## Bande originale
Liste des titres
1. The Boys Are Back In Town - Jesse Johnson 4:01
2. Give It All You Got - Curio 4:37
3. I Just Can't Let It End - Curio 3:52
4. The Courthouse - James Horner 3:18
5. Main Title - James Horner 4:11
6. King Mei Shootout - James Horner 7:36
7. Birdcage Battle - James Horner 4:43
8. I'll Never Get You Out of This World Alive - Michael Stanton 2:25

Autres chansons présentes dans le film
- (The Boys Are) Back in Town - The Busboys
- (The Boys Are) Back in Town - Jesse Johnson
- Cajun Panther - Little Caesar
- Drinking Them Beers - Tompall Glaser
- I Got the Feelin' - James Brown
- I'm All Right (Get Him a Doctor) - The Broken Homes
- I've Got My Eye On You - Curio
- Paper Rosie - Gene Watson
- Roxanne - The Police

## Sortie et accueil
Environ 25 minutes sont coupées du film peu de temps avant sa sortie au cinéma. Frank McRae reprend son rôle original du premier film, mais est entièrement coupé, à l'exception d'une brève apparition non créditée de lui à l'arrière-plan d'une scène dans le commissariat. Brion James, également de retour dans son rôle, a vu celui-ci considérablement réduit afin de créer un rythme plus rapide d'action et de comédie. En outre, une scène coupée, visible dans la bande-annonce au cinéma, montre Jack qui explique à Reggie qu'il ne dispose que d'un court délai pour traquer l'ange bleu. Finalement, l'expression « 48 heures » n'est jamais mentionnée dans le film.
Le film a rapporté plus au box-office américain que son prédécesseur en plus de rapporter 72,7 millions de dollars sur les marchés étrangers pour un total de 153,5 millions. Cependant, la critique fut médiocre, contrairement à l'original. Le film a actuellement une note de 20 % sur Rotten Tomatoes,.

## Clins d’œil
- Lorsque Reggie appelle ses vieux amis pour avoir de l'argent, l'un d'eux se nomme Willie Biggs. Dans le scénario original de 48 Heures, Willie Biggs était le nom du personnage de Reggie Hammond. Eddie Murphy avait insisté pour le changer le trouvant trop cliché[7].
- La séquence d'ouverture du film est un hommage à celle de Il était une fois dans l'Ouest de Sergio Leone[7].
- Le stylo avec la femme apparait dans un autre film de Walter Hill, Extrême préjudice sorti en 1987[7].